# Encinasola de los Comendadores
Encinasola de los Comendadores és un municipi de la província de Salamanca a la comunitat autònoma de Castella i Lleó.

## Demografia
| 1991 | 1996 | 2001 | 2004 |
| ---- | ---- | ---- | ---- |
| 362  | 315  | 292  | 265  |